# Haughton (Cheshire)
Haughton – wieś w Anglii, w hrabstwie ceremonialnym Cheshire, w dystrykcie (unitary authority) Cheshire East. Leży 21 km na południowy wschód od miasta Chester i 246 km na północny zachód od Londynu. W 2001 miejscowość liczyła 223 mieszkańców.